# Hostilina
Se llama Hostilina a una diosa adorada por los antiguos romanos. La invocaban para potenciar la fertilidad de sus campos y para tener una cosecha abundante. Imploraban su protección sobre todo, cuando el trigo estaba en sazón.
Los romanos daban a cada uno de sus dioses un oficio propio y peculiar sobre todo, en el ámbito agrícola. Así, encomendaron a Proserpina los granos que brotaban y nacían, al dios Nodoto los nudos y articulaciones de las cañas, a la diosa Volutina los capullos y envoltorios de las espigas y a la diosa Petelena cuando se abren los capullos cuando se abra la espiga. Por su parte, encomendaban a la diosa Hostilina cuando las mieses se igualaban con nuevas aristas porque los antiguos a igualar le decían hostire.